# Коростелёв, Алексей Константинович
Алексей Константинович Коростелёв (1921—1990) — полковник Советской армии, участник Великой Отечественной войны, Герой Советского Союза (1944).

## Биография
Родился 28 августа 1921 года в посёлке Мучкапский (ныне — посёлок в Тамбовской области). Проживал в посёлке Тушино Московской области, где окончил семь классов школы и работал фотожурналистом газеты Главного управления Гражданского воздушного флота, одновременно занимался в аэроклубе. В 1938 году призван на службу в Рабоче-крестьянскую Красную армию.
В 1941 году окончил Балашовскую военную авиационную школу пилотов, в 1942 году — Рязанскую военную авиационную школу лётчиков. С октября того же года — на фронтах Великой Отечественной войны.
К концу марта 1944 года гвардии старший лейтенант Алексей Коростелёв был заместителем командира эскадрильи 8-го гвардейского авиаполка 8-й гвардейской авиадивизии 2-го гвардейского авиакорпуса АДД СССР. К тому времени он совершил около 200 боевых вылетов на бомбардировку противника, нанеся тому большие потери.
Указом Президиума Верховного Совета СССР от 19 августа 1944 года за «образцовое выполнение боевых заданий командования на фронте борьбы с немецкими захватчиками и проявленные при этом мужество и героизм» гвардии старший лейтенант Алексей Коростелёв был удостоен высокого звания Героя Советского Союза с вручением ордена Ленина и медали «Золотая Звезда» за номером 5094.
После окончания войны продолжил службу в Советской Армии. В 1955 году окончил Центральные лётно-тактические курсы. В 1960 году в звании полковника уволен в запас.
Проживал в Полтаве, работал на Полтавском заводе газоразрядных ламп. Скончался 24 февраля 1990 года, похоронен на Центральном кладбище Полтавы.
Был награждён двумя орденами Ленина, двумя орденами Красного Знамени, двумя орденами Отечественной войны 1-й степени, орденом Красной Звезды, рядом медалей.